# Emmanuel Brousse
Pour les articles homonymes, voir Brousse.
Emmanuel Brousse, né le 23 août 1866 à Perpignan (Pyrénées-Orientales) et mort le 17 novembre 1926 à Paris, est un imprimeur, journaliste et homme politique français, membre de l'Alliance démocratique.

## Biographie

### Famille
Le père d'Emmanuel Brousse, également prénommé Emmanuel, est responsable de l'imprimerie du journal local des Pyrénées-Orientales L'Indépendant. Il est le frère aîné de Louis Brousse (1879-1935), journaliste et directeur de L'Indépendant de 1930 à 1935. Il est également le cousin d'Emmanuel-Robert Brousse (1864-1954), pharmacien puis journaliste.
Emmanuel Brousse épouse Marguerite Marie Chamorin (1868-1940) le 19 novembre 1889 à Perpignan. Ensemble, ils ont quatre fils, tous devenus journalistes : Charles, Jean, Emmanuel et Georges.

### Carrière
Très jeune, Emmanuel Brousse travaille comme typographe dans l'imprimerie familiale, puis s'essaie peu à peu au journalisme en écrivant des articles sur des sujets de la vie locale, pour lesquels il parcourt le département. Il devient journaliste en 1889.

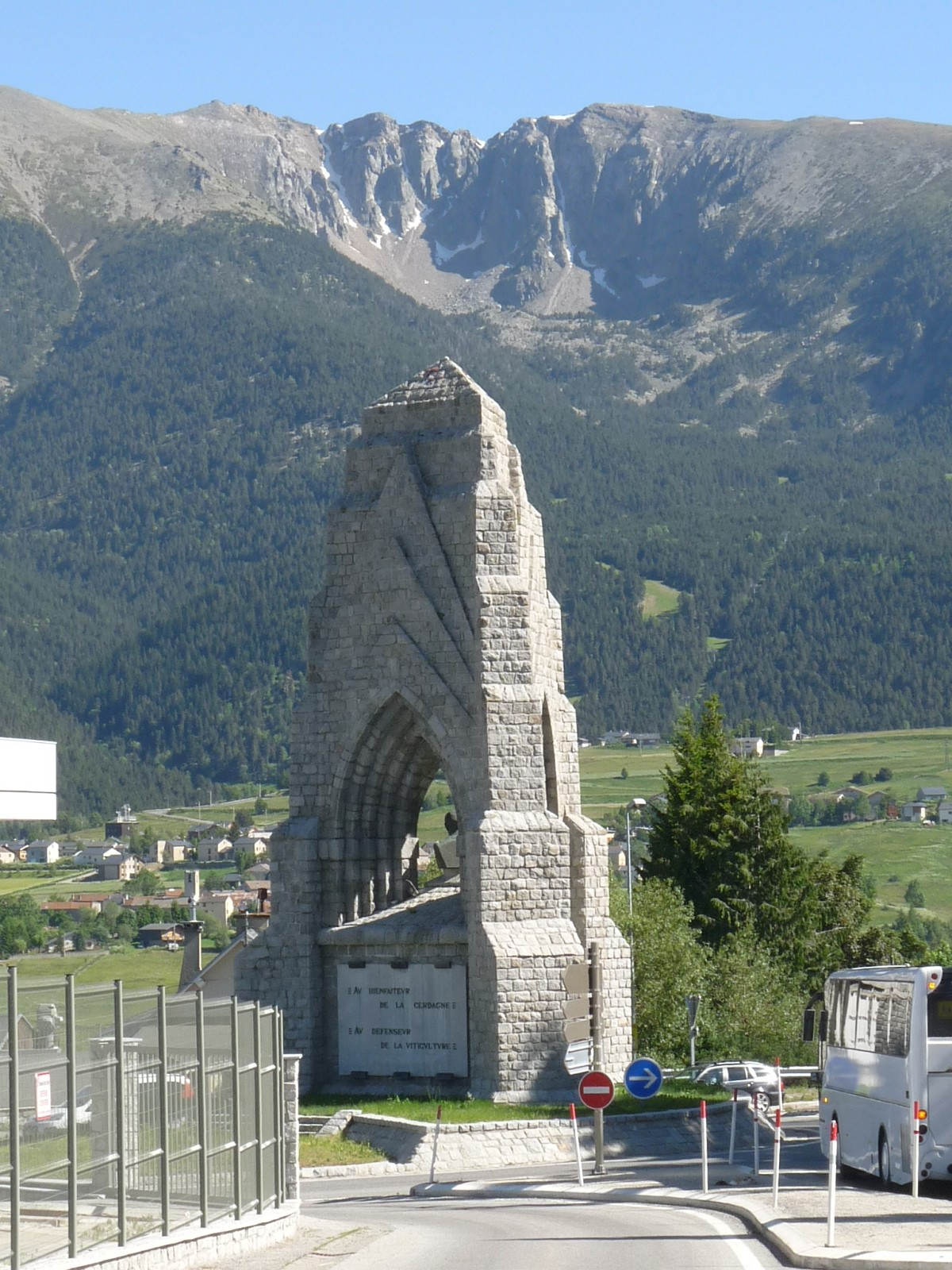
Monument à Emmanuel Brousse.

## Mandats et fonctions
Emmanuel Brousse a exercé de nombreux mandats et fonctions.
Il est administrateur des hospices de Perpignan, lorsqu'il se présente avec succès dans l'arrondissement de Prades aux élections générales législatives du 6 mai 1906. Dans sa profession de foi, il se prononce en faveur d'une politique « modérée, tolérante, ferme sur le plan extérieur, mais dénuée d'ingérence confessionnelle sur le plan intérieur ».
Il réclame d'autre part des réformes financières, électorales, administratives, judiciaires et sociales. Inscrit au groupe de la gauche démocratique, il entre aux commissions des comptes définitifs et des économies, du budget, de la locomotion aérienne et aux commissions d'enquête sur la marine et la crise viticole.
Son activité parlementaire est des plus intenses et ses principales préoccupations allèrent aussi bien aux problèmes viticoles du Midi de la France qu'aux questions sociales et au développement des chemins de fer. Sans négliger les intérêts de son département, en faveur duquel il s'attache à faire obtenir des crédits extraordinaires, à la suite de certaines calamités atmosphériques, il dépose plusieurs proposions de loi concernant notamment : l'assimilation des préposés communaux des Eaux et Forêts aux préposés mixtes des Eaux et Forêts (1907), l'exonération et le dégrèvement de l'impôt en faveur des populations des régions viticoles (1907), le sucrage et les fraudes sur les vins (1909).
En 1907, à la suite de l'agitation des viticulteurs du Midi et de la répression ordonnée par le ministère Clemenceau, il fait voter à la Chambre la loi contre les fraudes et interpelle le gouvernement sur les arrestations opérées à la suite de ce soulèvement.
En 1912, il demande à interpeller sur les mesures que compte prendre le Gouvernement pour concilier les intérêts « des viticulteurs de nos possessions d'Afrique du Nord avec ceux de la viticulture métropolitaine ». Il a précédemment pris part aux discussions sur les propositions de loi ayant pour objet de garantir les appellations d'origine des vins de Champagne.
Il joue un rôle important pendant la guerre de 1914-1918, en mettant tout en œuvre pour obtenir des commissions parlementaires une aide efficace pour la défense nationale. Revenu à son banc de député après la démission du cabinet Leygues, le 12 janvier 1921, il dépose de nouvelles propositions de loi comme pour favoriser la production des vins doux naturels. En 1922, il demande de nouveau à interpeller le gouvernement sur les négociations franco-espagnoles et sur les mesurer à prendre pour « sauvegarder du désastre les grands vins de France » et pour « mettre un terme aux fraudes et aux campagnes entreprises contre la viticulture », et en 1923, sur les mesures à prendre contre « les perturbateurs de l'ordre public, et sur la hausse constante du prix de la vie ».
Les électeurs des Pyrénées-Orientales ne lui restent pas fidèles aux élections générales du 11 mai 1924, et il doit quitter la vie politique à la suite du triomphe dans son département de la liste du cartel des gauches conduite par l'ancien ministre Victor Dalbiez. Il meurt deux ans plus tard à Paris à 60 ans.
En souvenir de son dévouement désintéressé et illimité au Roussillon, sa famille et ses amis lui élevèrent, à l'entrée de Mont-Louis, au carrefour des routes de Capcir, de Cerdagne et de Conflent, un monument, où figure cette inscription : « Au bienfaiteur de la Cerdagne, au défenseur de la viticulture, à l'apôtre des économies, au ministre mort pauvre ».

### Fonctions
- 1898-1926 : Gérant de la société L'Indépendant
- Administrateur des hospices de Perpignan
- Sous-secrétaire d'État aux finances du 20 janvier 1920 au 16 janvier 1921 dans les gouvernements Alexandre Millerand (1), Alexandre Millerand (2) et Georges Leygues

### Mandats
- 1892-1896 : conseiller municipal de Perpignan
- 1895-1898 : conseiller d'arrondissement de Saillagouse
- 1898-1926 : conseiller général du canton de Saillagouse
- 1906-1919 : député de l'arrondissement de Prades avec la Gauche démocratique puis Gauche républicaine démocratique des Pyrénées-Orientales
- 1919-1924 : député des Pyrénées-Orientales

## Un grand ami du Maréchal Joffre
Emmanuel Brousse est un grand ami du Maréchal Joffre jusqu’à sa mort et il retrouve le maréchal à chaque escale qu'il effectue dans le département.

Le maréchal Joffre, le grand ami

En 1920, pour préparer le voyage du maréchal à Barcelone et pour contourner le veto de Madrid, le député Emmanuel Brousse propose un accord : avant d’aller à Barcelone, Joffre passera par Madrid décorer de la médaille militaire le roi Alphonse XIII en remerciement de son action humanitaire en faveur des blessés et des prisonniers lors du conflit.